# Анновское сельское поселение (Белгородская область)
А́нновское се́льское поселе́ние — муниципальное образование в Корочанском районе Белгородской области.
Административный центр — село Анновка.

## История
Анновское сельское поселение образовано 20 декабря 2004 года в соответствии с Законом Белгородской области № 159.

## Население
| 2010  | 2011  | 2012  | 2013  | 2014  | 2015  | 2016  | 2017  | 2018  |
| ----- | ----- | ----- | ----- | ----- | ----- | ----- | ----- | ----- |
| 1349  | ↘1347 | ↗1350 | ↘1325 | ↘1286 | ↘1280 | ↗1322 | →1322 | ↘1312 |
| 2019  | 2020  | 2021  |       |       |       |       |       |       |
| →1312 | ↘1289 | ↘1098 |       |       |       |       |       |       |

## Состав сельского поселения
| № | Населённый пункт | Тип населённого пункта       | Население |
| - | ---------------- | ---------------------------- | --------- |
| 1 | Анновка          | село, административный центр | ↘724      |
| 2 | Дукмасивка       | хутор                        | ↘11       |
| 3 | Мальцевка        | село                         | ↘311      |
| 4 | Павловка         | село                         | ↘76       |
| 5 | Прицепиловка     | село                         | ↘107      |
| 6 | Татьяновка       | село                         | ↘120      |